# Хяргас-Нуур
Хяргас-Нуур (до 1989 года передавалось Хяргас-Нур, ранее Хиргис-Нур) — озеро расположенное в Котловине Больших Озёр на западе Монголии.

## Название озера
Название озера происходит от живших на его берегах енисейских кыргызов.

## Общие сведения

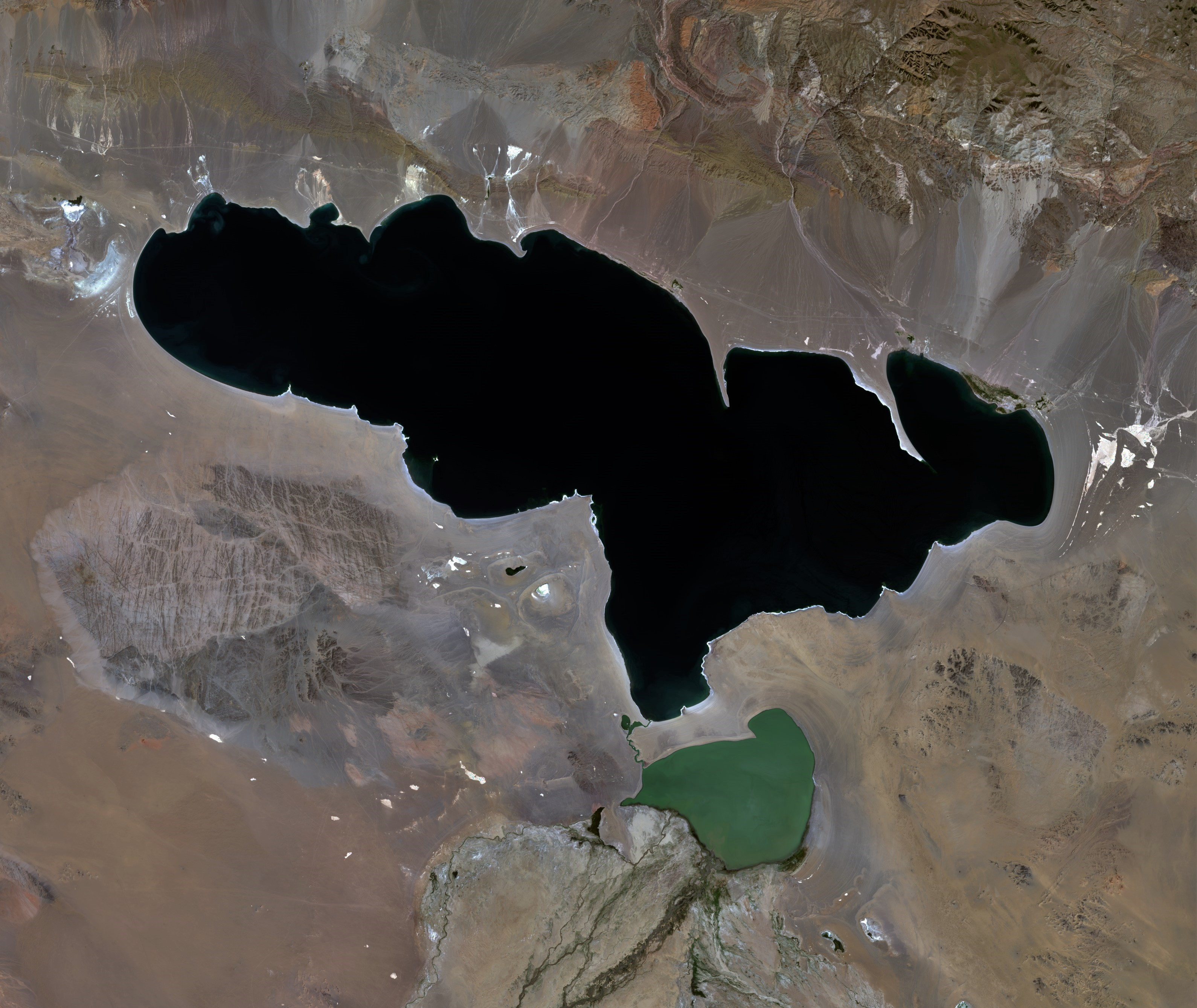
Спутниковое изображение озера Хяргас-Нуур, выполненное спутником Landsat 8. Справа снизу расположено озеро Айраг-Нуур (его акватория имеет белёсо-зелёный окрас).

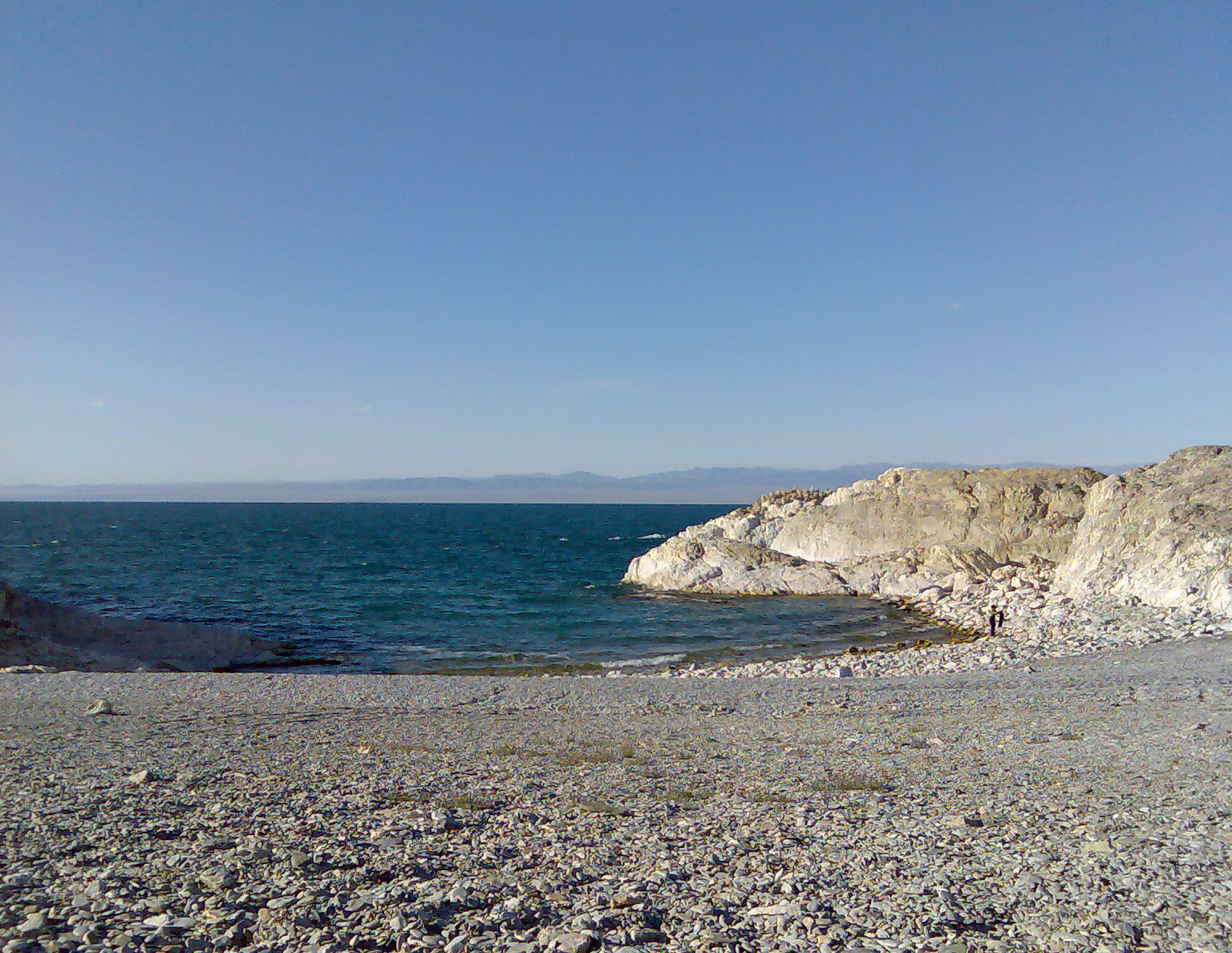
Озеро Хяргас-Нуур

Озеро находится на западе Монголии. В озеро осуществляется сток с подавляющей площади южной части водосбора Котловины Больших Озёр. Это сток с восточных склонов Монгольского Алтая, с массива Хархираа, западных склонов массива Хангай и других горных структур. Основное питание озеро получает через пролив Нурын-Холой (около 5 км длиной), соединяющий Хяргас-Нуур с соседним пресным мелководным озером Айраг-Нуур (143 км², высота зеркала воды 1030 м над уровнем моря). Общий сток через эту протоку составляет порядка 1,2 км³ в год. Озеро Айраг-Нуур, в свою очередь, питается самой крупной рекой в западной Монголии — Завхан (Дзабхан-Гол). В это озеро в качестве притока осуществляется сток другой крупной реки Кобдо-гола (Ховд) через систему пресных озёр: Кобдо-Гол — озеро Хар-Ус-Нуур — озеро Далай — озеро Хар-Нуур — река Завхан. Все эти озёра, а также Дурген-Нуур имеют реликтовый характер и образовались в конце плиоцена — начале плейстоцена на месте некогда огромного мезозойского водоема, занимавшего всю площадь котловины. Общая площадь этого озерного бассейна составляла около 92 000 км², причем уровень воды в нём был выше современного на 18—20 м. К четвертичному времени аридизация климата привела к сокращению озерной площади и распаду единого водного бассейна на ряд изолированных озёр. Озерная котловина на протяжении всей истории не испытывала влияния материкового оледенения.
Озеро самое полноводное и глубокое в Котловине Больших Озёр. Дно сложено песком и галечником, глубинная зона — светло-серым илом. Окружающие берега изрезаны мощными террасами, обнаруживающимися также на спутниковых фотографиях, что свидетельствует о постепенном усыхании озера в течение длительного времени. Территория вокруг озера пустынна, растительность скудна. Также безжизненны и берега озера, сложенные песчано-щебнистым материалом, из-под которого местами выходят скальные породы. Вблизи озера проживает лишь несколько семей скотоводов, селящихся вблизи редких родников и колодцев.
Состав воды в озере — хлоридно-карбонатно-натриевый. Минерализация на уровне 7,23—7,63 г/л, рН 8,2—9,2, содержание кислорода 8,37—10,72 мг/л. Вследствие большого объёма воды и её заметного прогревания (на мелководье 27—30 °C), полное замерзание озера происходит лишь в конце декабря. Толщина льда составляет 60—70 см, в глубоководной части (~¾) 20—40 см.
В озере обитает 12 видов водорослей фитопланктона. В прибрежной полосе есть незначительные травянистые водорослевые заросли. Зоопланктон насчитывает 10 видов. Средняя масса зоопланктона составляет 0,31 г/м³.
Ихтиофауна озера представлена фактически одним видом — алтайским османом, имеющим в этом водоеме две формы: растительноядную и рыбоядную. Максимальные размеры растительноядной формы османа не превышают 40 см при весе до 1,3 кг, для рыбоядной формы известны экземпляры длиной до 100 см. Прогнозируемый годовой улов без подрыва рыбного стада может составлять 7—10 тыс. центнеров.

## Мифы о неизвестных обитателях озера
В электронной прессе циркулируют истории о якобы обнаруженных на берегу озера загадочных следах. На основании имеющихся скудных наблюдений авторы подобных рассказов говорят о возможности существования в озере крупных реликтовых организмов. Однако до сих пор не было сделано никаких предположений относительно их типа или вида.
Несмотря на то, что озеро на протяжении 40 лет систематически изучается советскими и российскими ихтиологами и лимнологами, никаких доказательств правдивости этих легенд найдено не было. Таким образом, истории местных жителей о загадочных существах, живущих в озере, являются элементом фольклора.